# Myochama tasmanica
Myochama tasmanica är en musselart som först beskrevs av Tenison Woods 1877.  Myochama tasmanica ingår i släktet Myochama och familjen Myochamidae. Inga underarter finns listade i Catalogue of Life.